# Alfred Bachofer
Alfred Bachofer (* 1942 in Aalen) ist ein deutscher Kommunalpolitiker.
Bachofer wuchs in einer Handwerkerfamilie in Wasseralfingen auf. Nach Gymnasium und Wirtschaftsschule absolvierte er die Ausbildung zum Gehobenen Verwaltungsdienst. Nach der Staatsprüfung trat er 1966 eine Stelle als Fachbeamter für das Finanzwesen in Zell am Neckar an. 1969 wurde er zum Bürgermeister von Kuppenheim gewählt, die Wiederwahl erfolgte 1977. 1979 gewann Alfred Bachofer die Oberbürgermeisterwahl in Nürtingen als Nachfolger von Karl Gonser, Anfang 1980 trat er das Amt an. Nach drei Wahlperioden kandidierte er 2004 nicht mehr. Bachofer war bis 2014 für die Freien Wähler Mitglied des Kreistages in Esslingen und der Regionalversammlung des Verbands Region Stuttgart.